# Louisiana (Noua Franță)
Louisiana, în original în limba franceză, La Louisiane, a fost numele unei colonii, care era considerată un district administrativ al Noii Franțe, care a fost sub controlul francez în secolul al 17-lea, cea mai mare parte a secolului al 18-lea, după care a fost cedată Spaniei, și apoi, re-cedată Franței în 1803, a fost vândută de aceasta Statelor Unite ale Americii prin tratatul numit Louisiana Purchase, încheiat de asemenea în 1803.
Aflată sub controlul Franței timp de aproape un secol, între secolul al 17-lea și al 18-lea, zona a fost numită astfel în 1682 în onoarea regelui Louis XIV de către exploratorul René-Robert Cavelier, Sieur de la Salle. Original, Louisiana acoperea un teritoriu foarte larg, care acoperea majoritatea suprafeței bazinului de captare al fluviuului Mississippi, întinzându-se de la nord la sud între Marile Lacuri și Golful Mexic, iar de la est la vest între munții Apalași și Stâncoși. Louisiana a fost împărțită în două regiuni, cunoscute sub numele de Louisiana Superioară, în franceză, Haute-Louisiane, care începea la nord de râul Arkansas și Louisiana Inferioară, în franceză, Basse-Louisiane. Statul Louisiana de astăzi, deși numit după regiunea istorică, ocupă doar o porțiune mică din sudul teritoriului imens pretins de francezi ca fiind al Franței.
Explorată în timpul domniei Regelui Soare de către cel care a numit-o astfel, René-Robert Cavelier, dar și de alți exploratori, Louisiana a fost puțin dezvoltată datorită mai ales lipselor financiare și umane. Înfrângerea ulterioară a francezilor în Războiul de șapte ani, a obligat Franța la cedarea părții estice a teritoriului Louisianei Marii Britanii, respectiv la cedarea părții estice Spaniei ca o compensare a pierderii Floridei spaniole în favoarea britanicilor. Franța a redobândit ulterior suveranitatea asupra porțiunii vestice, cedate Spaniei, după Tratatul secret de la San Ildefonso în 1800. Oricum, Napoleon Bonaparte a decis să vândă teritoriul Statelor Unite în 1803, încheind pentru totdeauna prezența Franței în Louisiana.
O parte a acestei posesiuni a fost ulterior cedată de către Statele Unite Marii Britanii în urma Tratatului din 1818. Această parte, care urma să reprezinte ultima pierdere teritorială a Statelor Unite, se găsește deasupra paralelei 49, fiind prezentă în componența provinciilor Canadei de astăzi, Manitoba și Saskatchewan.

## Natură și geografie

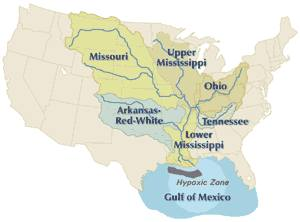
Bazinul râului Mississippi

În secolul al XVIII-lea Louisiana includea cea mai mare parte a teritoriului cunoscut astăzi ca Vestul mijlociu al Statelor Unite. Delimitarea teritoriului exact este o operațiune dificilă pentru că acesta nu avea frontiere oficiale și definite în sens modern; singurele zone fortificate cu centre mari de populație erau pe valea fluviului Mississippi și în regiunea Marilor Lacuri. Fiecare zonă era dominată din punct de vedere numeric de triburile de amerindieni.
"La acel moment mai puțin de 200 de soldați [francezi] au fost desemnați pentru toată colonia, pe ambele maluri ale fluviului Mississippi.  La mijlocul anilor 20 ai secolului al XVIII-lea, Louisiana avea cam 2500 de francezi și 1500 de slavi. În schimb, indienii din Louisiana  erau mai mulți de 35000."
Cu aproximație, frontierele de nord ale Louisianei erau Marile Lacuri, în special Lacul Michigan și Lacul Erie. La est Munții Apalași separau colonia franceză de cele treisprezece colonii. Regiunea Munților Stâncoși marca limita vestică a teritoriului francez. Frontiera de sud a Louisianei era Golful Mexic, acesta fiind și portul coloniei.
Colonia era în majoritatea teritoriului său destul de joasă, fapt care a permis avansarea ușoară a europenilor în întreaga sa suprafață. Altitudinea sa medie nu depășea 1.000 metri. Teritoriul devenea muntos doar înspre vest, cu notabila excepție a Munților Ozark, care se găsesc în sudul mijlociu.

### Louisiana Superioară

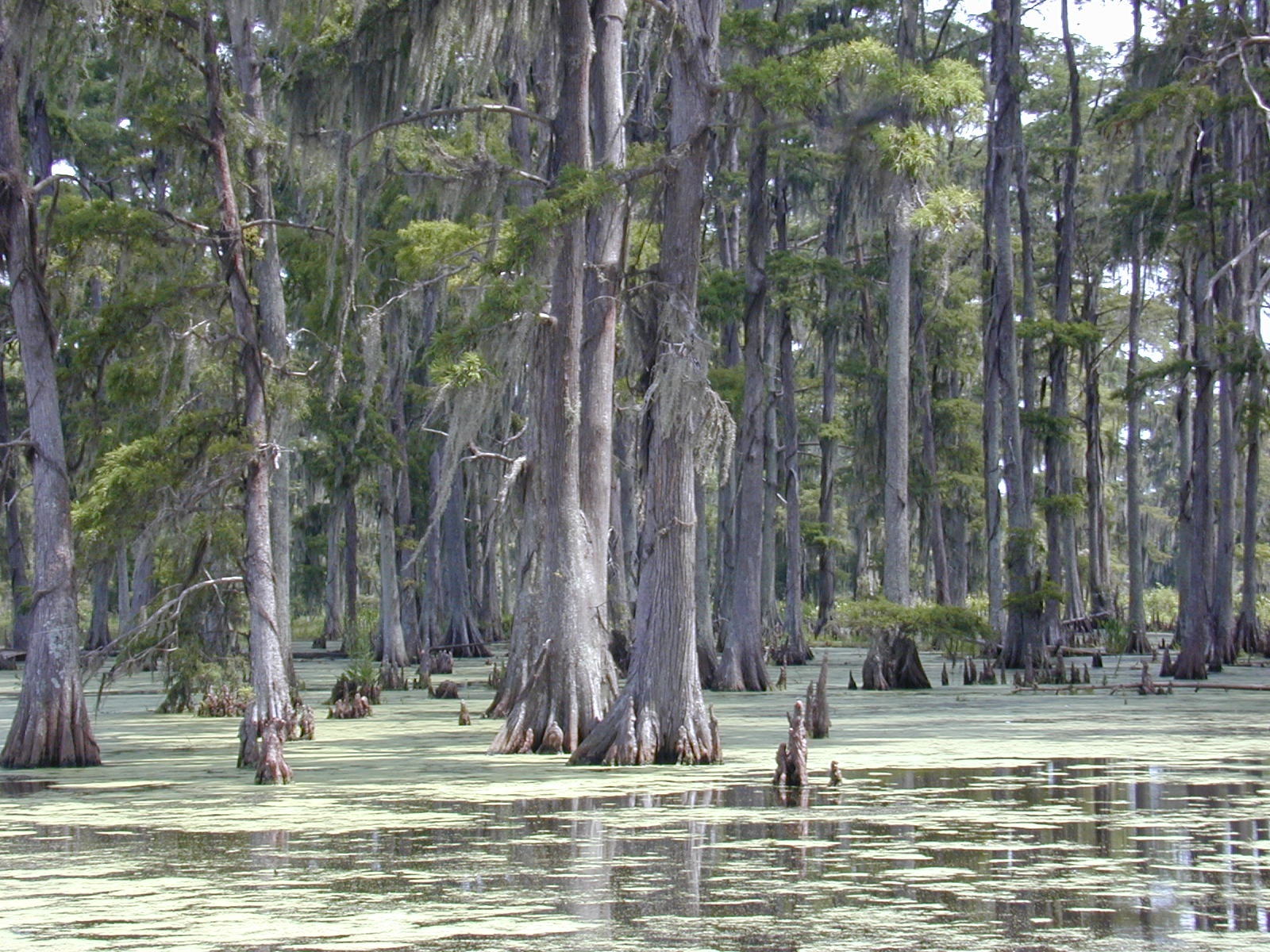
Mlaștină în Louisiana.

## Istoric

### Cronologie sumară
- 1673: Francezii Louis Jolliet și Jacques Marquette încep explorarea fluviului Mississippi.
- 1682: René-Robert Cavelier, Sieur de la Salle călătoreste până la estuarul fluviului.
- 1699: Pierre Le Moyne, Sieur d'Iberville explorează coasta Louisianei Biloxi (acum în Mississippi) de-a lungul Gulf.
- 1701: Antoine Laumet de La Mothe fondează Detroit.
- 1702: Mobile (acum Alabama) este fondată ca și capitala Louisianei, de către guvernatorul J.B. le Moyne de Bienville.[2]
- 1713: Étienne de Veniard, Sieur de Bourgmont publică primul raport despre explorările râului Missouri.
- 1714: Natchitoches, cea mai veche așezare permanentă din Louisiana, este fondată de către Louis Juchereau de St. Denis.
- 1717: Folosirea oficială a negrilor ca sclavi începe în Louisiana.
- 1718: Este fondat New Orleans.
- 1719: La Mobile, sosesc primele bărci cu sclavi africani.[2]
- 1720: Biloxi (Mississippi) devine capitala Louisianei Franceze.
- 1720: Masacrul expediției spaniole Villasur, măcelarită de către indienii Pawnee langa Columbus, Nebraska pune efectiv capăt incursiunilor spaniole în teritoriu, până în 1763.
- 1723: New Orleans devine capitala oficială a Louisianei Franceze.
- 1723: Fort Orleans fondat lângă Brunswick, Missouri
- 1762: Tratatul de la Fontainebleau (1762) în care Franța cedează în secret Louisiana Spaniei.
- 1763: Treaty of Paris în care Franța cedează zona de la est de Mississippi și Canada Marii Britanii îndemnând la o migrație Cajun către New Orleans, controlat de francezi, și către zona vestică a râului Missisipi. Louisiana, incluzând New Orleans este cedată Spaniei.
- 1764: Pierre Laclède foundează St. Louis.
- 1764: Termenii Tratatului de la Fontainebleau sunt făcuți publici.
- 1768: Coloniștii creoli și germani forțează în Revoluția din 1768 noul guvernator spaniol să fugă.
- 1769: Spania înăbușește rebeliunea , execută liderii revoluției și ia în posesie oficial Louisiana, împunând legea spaniolă.
- 1788: Marele Incendiu din New Orleans (1788) distruge mare parte din New Orleans, ulteior reconstruit în stil spaniol.
- 1800: Tratatul de la San Ildefonso este semnat în secret, Franța recuperând Louisiana.
- 1803: Napoléon Bonaparte vinde Louisiana Statelor Unite ale Americii.
- 1804: Ziua celor trei steaguri cand Spania cedează oficial Louisiana Franței, care cedează oficial, la rândul ei, Louisiana Statelor Unite ale Americii.

### Explorarea și cucerirea Louisianei franceze

#### Secolul al 17-lea - Explorarea

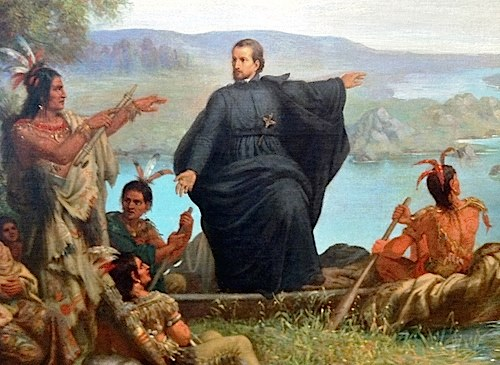
Jacques Marquette.

În 1660 Franța a început o politică de expansiune în America de Nord pornind din ceea ce este acum estul Canadei. Obiectivele au fost găsirea pasajului de nord-vest către China, exploatarea resurselor naturale ale teritoriului, ca, de exemplu, blănurile și mineralele, și convertirea populației locale la catolicism. Comercianții de blănuri au explorat pays d'en haut (teritoriul de nord situat în jurul Marilor Lacuri). În 1959 Pierre-Esprit Radisson și Médard Chouart des Groseilliers au ajuns pe malul de vest al Lacului Superior. Preoții au întemeiat misiuni, ca Misiunea din Sault Sainte Marie înființată în 1668. La 17 mai 1973 Louis Jolliet și Jacques Marquette au pornit să exploreze fluviul Mississippi pe care l-au numit Sioux Tongo (râul mare) or Michissipi. Au ajuns până la gura râului Arkansas și s-au întors în amonte aflând astfel că marele râu curge spre Golful Mexic și nu spre Oceanul Pacific așa cum au presupus. În 1675 Marquette a înființat o misiune în satul amerindienilor Kaskaskias situat pe râul Illinois. O așezare permanentă a fost fondată prin 1690.
În 1682 Cavelier de La Salle și italianul Henri de Tonti au ajuns în delta fluviului Mississippi. Ei părăsiseră Fortul Crèvecoeur de pe malul râului Illinois însoțiți de 23 de francezi și 18 indieni și au construit Fortul Prud'homme (pe locul viitorului oraș Memphis) proclamând suveranitatea franceză asupra întregii văi pe care ei au numit-o Louisiana în onoarea regelui Ludovic al XIV-lea. Au stabilit alianțe cu indienii Quapaw, iar în aprilie 1682 au ajuns la gura fluviului Mississippi.
În cele din urmă La Salle s-a întors la Versailles unde l-a convins pe ministrul marinei să îi încredințeze conducerea Louisianei. El a pretins că Louisiana este aproape de Noua Spanie desenând o hartă pe care fluviul Mississippi apărea mult mai spre vest decât este în realitate. Cu 4 corăbii și 320 de emigranți, La Salle a plecat spre Louisiana. Din nefericire, La Salle nu a putut să mai găsească gura fluviului în delta Mississippi și a încercat să înființeze o colonie pe coasta Texasului. La Salle a fost asasinat în 1687 de membrii expediției sale. Conform relatărilor, decesul acestuia s-a produs aproape de ceea ce astăzi este Navasota, Texas.

## Organizarea politică și administrativă
Nu a fost ușor pentru o monarhie absoluta să administreze Louisiana, un teritoriu de câteva ori mai mare decât Franța Metropolitană. Louis XIV și succesorii săi au încercat să iși impună absolutismul și ambițiile asupra coloniei adesea fără a da administrației coloniale suficiente mijloace financiare pentru ca aceasta să își îndeplinească misiunea.

### Absolutismul în Louisiana

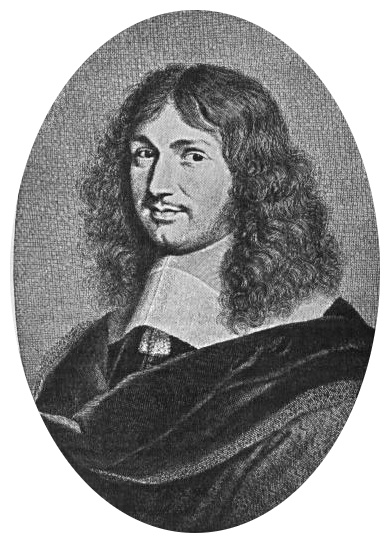
Jean-Baptiste Colbert.

Liderii Vechiului regim au preluat controlul și uneori au încurajat colonizarea Noii Franțe din mai multe motive.
Domnia lui Henric al IV-lea a dat un impuls important colonizării Noii Franțe deoarece Henric al IV-lea, primul rege din familia Bourbon, a fost foarte interesat de afacerile externe. 
În secolul al XVIII-lea, miniștrii Richelieu și, mai târziu, Colbert, au avansat politici coloniale. 
Ludovic al XIV-lea și miniștrii săi erau îngrijorați de dimensiunile regatului pentru care în mod constant s-au luptat cu alte națiuni europene. 
Rivalitățile dintre europeni și jocurile alianțelor politice au marcat din plin, în mod direct sau indirect, istoria Louisianei. În cadrul acestor condiții schimbătoare, dorința francezilor de a limita influența britanică în Lumea Nouă a fost o constantă în politica regalității.

## Organizare religioasă

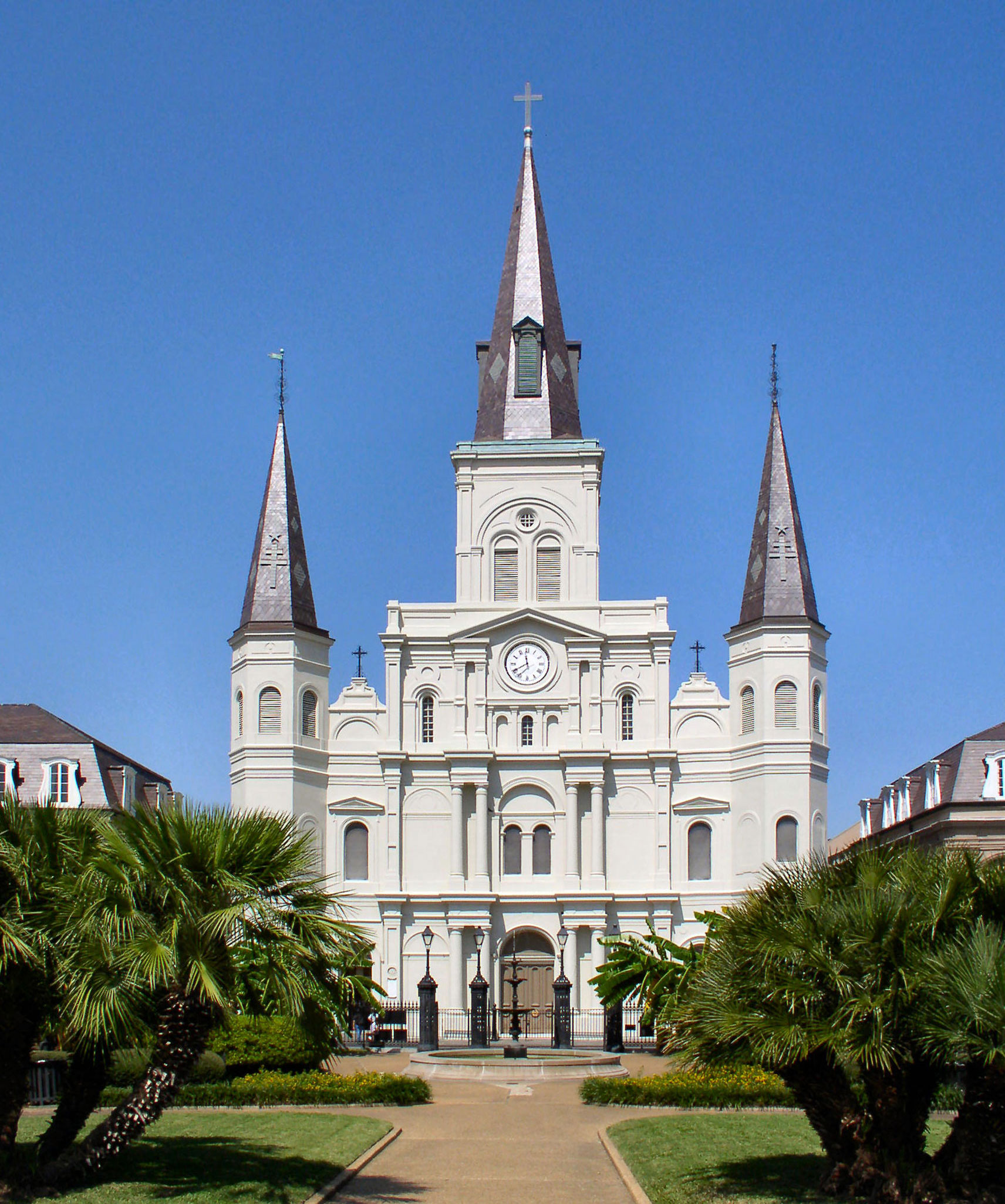
Catedrala Sfântul Louis din New Orleans

#### Coureurs de bois

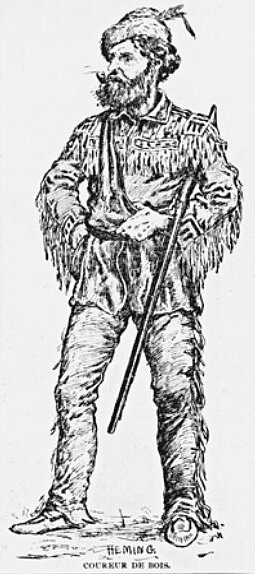
Un coureur des bois.

## Francezii și nativi americani

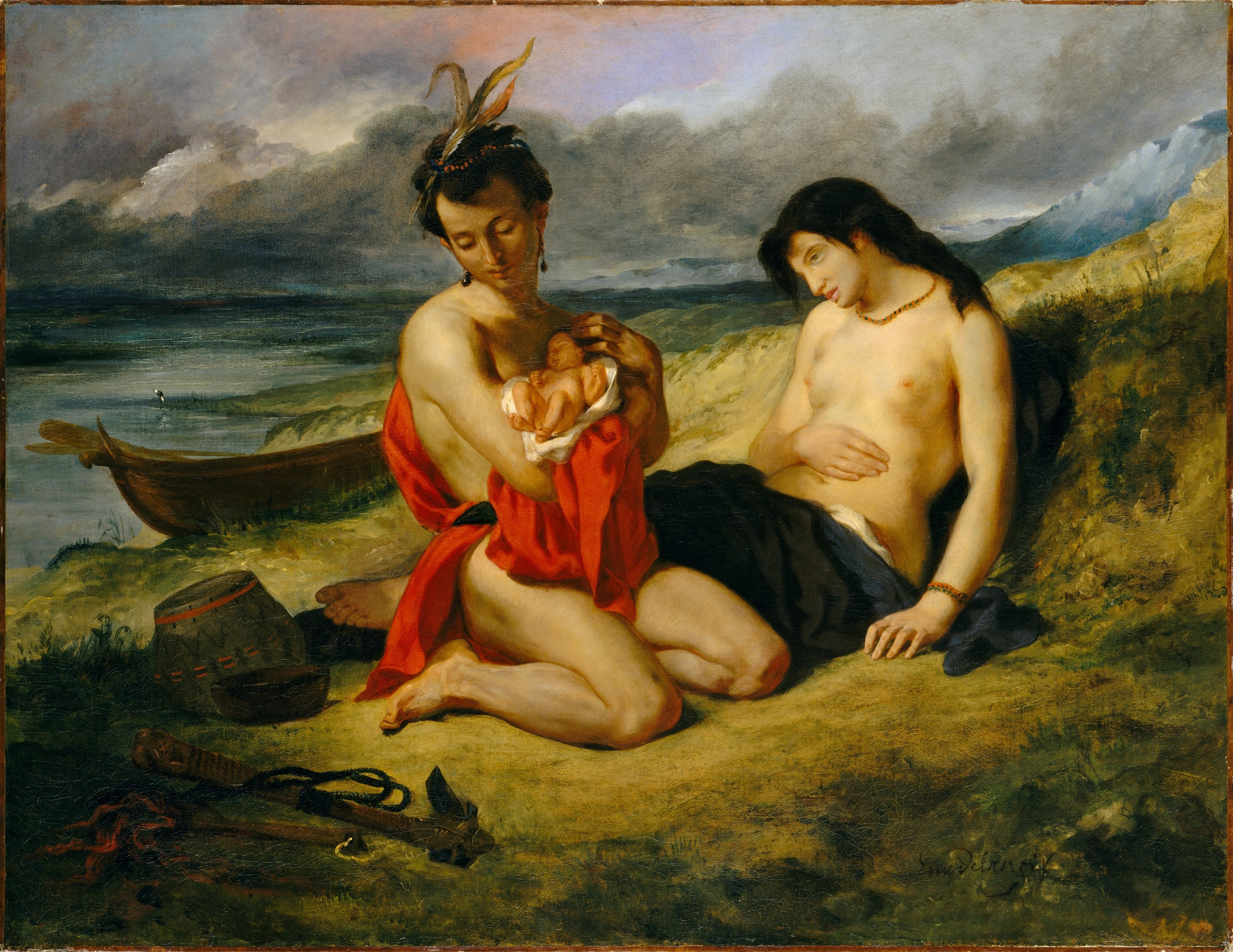
Eugène Delacroix, Les Natchez, 1832-1835.